# David Coromina
David Coromina Pararols (* 9. September 1974 in Santa Pau) ist ein spanischer Fußballspieler. Coromina ist Abwehr und spielte seine erste Profisaison bei der dritten Mannschaft des FC Barcelona. Er ist 1,81 m groß und wiegt 78 kg.

## Karriere
David Coromina ist ein Verteidiger, der sowohl als Innenverteidiger als auch als Linksverteidiger eingesetzt werden kann. Seine gelernte Position ist jedoch die Rechtsverteidigerposition.

### FC Barcelona
Coromina spielte in der Jugend des FC Barcelona und erhielt 1995 einen Profivertrag bei der dritten Mannschaft der Katalanen. 1996 kam der Rechtsverteidiger zu seinem ersten Einsatz in der Segunda División B, der dritthöchsten Spielklasse im spanischen Fußball.

### Gimnastic de Tarragona
Nach einer Saison, in der der Spanier auch seine Einsatzzeiten in der zweiten Mannschaft erhielt, wechselte Coromina zu Gimnàstic de Tarragona. Dort wurde er 15-mal eingesetzt und verließ Nàstic schon nach einer Saison. Seine nächste Station war der FC Palamós.

### FC Palamós
In Palamós kam er zunächst nur in der dritten Mannschaft zum Zuge, durch gute Leistungen öffnete sich für ihn jedoch die Tür für zur zweiten Mannschaft. Nach 5-jährigem Engagement bei den Katalanen entschied sich Coromina im Winter 2003 für einen Wechsel zum spanischen Erstligisten Racing Santander.

### Racing Santander
In Santander feierte der damals 29-jährige sein Erstligadebüt in der Primera División. Am 2. Februar 2003 erhielt er im Spiel gegen Real Valladolid (1:2) seinen ersten Einsatz. Nach einem halben Jahr in Nordspanien wechselte Coromina im Sommer 2004 nach 30 absolvierten Spielen zu Deportivo Alavés.

### Deportivo Alaves
Bei Deportivo fand sich Coromina schnell zurecht, weshalb er zum Stammspieler avancierte und auf 33 Erstligaspiele kam. In der zweiten Saison konnte er aufgrund einer Verletzung nicht eingesetzt werden. In der darauf folgenden Saison jedoch wurde der erfahrene Rechtsverteidiger 27-mal eingesetzt. Trotz teils starker Leistungen konnte auch er den Abstieg von El Glosorio in die Segunda División nicht verhindern. In der Zweitligasaison kam Coromina auf 20 Ligaeinsätze, wobei er lediglich drei von Beginn an absolvierte.

## Stationen
- bis 1996 FC Barcelona Juvenil A
- 1996–1997 FC Barcelona Athletic
- 1997–1998 Gimnàstic de Tarragona
- 1998–2002 FC Palamós
- 2002–2004 Racing Santander
- 2004–2008 Deportivo Alavés